# Casoni di Sibari
Casoni di Sibari este o arie protejată (arie specială de conservare — SAC, sit de importanță comunitară — SCI) din Italia întinsă pe o suprafață de 504 ha, integral pe uscat.

## Localizare
Centrul sitului Casoni di Sibari este situat la coordonatele 39°44′03″N 16°29′04″E / 39.734167°N 16.484444°E.

## Înființare
Situl Casoni di Sibari a fost declarat sit de importanță comunitară în septembrie 1995 pentru a proteja 36 de specii de animale. Situl a fost protejat și ca arie specială de conservare în iunie 2017.

## Biodiversitate
Situată în ecoregiunea mediteraneană, aria protejată conține 9 habitate naturale: Dune mobile de-a lungul țărmului cu Ammophila arenaria („dune albe”), Dune împădurite cu Pinus pinea și/sau Pinus pinaster, Lagune de coastă, Pășuni mediteraneene udate de apa mării (Juncetalia maritimi), Dune mobile cu vegetație embrionară, Vegetație anuală la limita mareei, Dune cu vegetație ierboasă Malcolmietalia, Dune cu tufărișuri sclerofile Cisto-Lavenduletalia, Dune de pe litoral fixate cu Crucianellion maritimae.
La baza desemnării sitului se află mai multe specii protejate:
- păsări (35): fâsă-de-câmp (Anthus campestris), egretă mare (Ardea alba), stârc roșu (Ardea purpurea), stârc galben (Ardeola ralloides), buhai de baltă (Botaurus stellaris), ciocârlie-cu-degete-scurte (Calandrella brachydactyla), bătăuș (Calidris pugnax), chirichița cu obraz alb (Chlidonias hybrida), chirighiță neagră (Chlidonias niger), barză albă (Ciconia ciconia), barză neagră (Ciconia nigra), erete de stuf (Circus aeruginosus), erete vânăt (Circus cyaneus), erete cenușiu (Circus pygargus), acvilă țipătoare (Clanga clanga), gușă vânătă (Cyanecula svecica), egretă mică (Egretta garzetta), șoim de iarnă (Falco columbarius), șoim călător (Falco peregrinus), Gallinago media, pescăriță râzătoare (Gelochelidon nilotica), ciovlica roșcată (Glareola pratincola), cocor (Grus grus), piciorong (Himantopus himantopus), stârc pitic (Ixobrychus minutus), Larus genei, stârc de noapte (Nycticorax nycticorax), vultur pescar (Pandion haliaetus), lopătar (Platalea leucorodia), țigănuș (Plegadis falcinellus), ploier auriu (Pluvialis apricaria), ciocântors (Recurvirostra avosetta), chiră de baltă (Sterna hirundo), chiră mică (Sternula albifrons), fluierar de mlaștină (Tringa glareola)
- reptile (1): țestoasa de baltă (Emys orbicularis)

Pe lângă speciile protejate, pe teritoriul sitului au mai fost identificate 4 specii de amfibieni, 4 specii de reptile.